# أركاري عاجي المنقار
أركاري عاجي المنقار أو برزبان عاجي المنقار (الاسم العلمي: Pteroglossus azara) (بالإنجليزية: Ivory-billed Aracari)‏ هو نوع من الطيور يتبع جنس الأركاري من الفصيلة الطوقانية.